# Альфред Бухерер
А́льфред Ге́нріх Бу́херер (нім. Alfred Heinrich Bucherer, 1863—1927) — німецький фізик-експериментатор. Брав активну участь у перевірці та обговоренні теорії відносності. Особливу важливість для розвитку фізики мали проведені ним дослідження залежності маси електрона від швидкості (1908), які підтвердили релятивістську формулу Лоренца на противагу альтернативній формулі Абрагама. Інші праці стосуються електронної теорії, електрохімії, гравітації.
Член Американського фізичного товариства (1921). На честь ученого названа вулиця (Alfred-Bucherer-Straße) у Бонні.

## Життєпис
Народився в Кельні 1863 року. Навчався від 1884 до 1899 року спочатку в Ганноверському університеті, потім у американському університеті Джонса Гопкінса, далі в Страсбурзькому університеті, університеті Лейпцига та Боннському університеті. У Бонні він захистив 1899 року дисертацію, після чого викладав там до 1923 (від 1912 затверджений у званні професора).

## Наукова діяльність
1903 року Бухерер опублікував першу книгу німецькою мовою, повністю засновану на символіці векторного аналізу. Проводив вимірювання заряду електрона.
Подібно до Анрі Пуанкаре (1895, 1900), Бухерер (1903b) вірив у принцип відносності, тобто, всі описи електродинамічних ефектів повинні містити лише відносні рухи самих тіл, а не ефіру. Однак він пішов далі Пуанкаре і, за Альбертом Ейнштейном, заперечував фізичне існування ефіру. Щоправда, він не пов'язував відмову від ефіру з відносністю простору та часу.
На основі цих ідей 1906 року Бухерер розробив теорію, в якій проникливо припустив, що геометрія фізичного простору відрізняється від евклідової, хоча сформулював цю гіпотезу досить розпливчасто. 1908 року Вальтер Рітц показав, що теорія Бухерера приводить до хибних висновків у електродинаміці.
1904 року Бухерер розробив оригінальну теорію електронів, у якій електрони стискаються в напрямку руху і розширюються в перпендикулярному напрямку. Незалежно від нього схожу модель розробив 1905 року Поль Ланжевен. Модель Бухерера — Ланжевена була альтернативою двом раніше висунутим електронним моделям:
- моделі Гендріка Лоренца (1899), Анрі Пуанкаре (1905, 1906) та Альберта Ейнштейна (1905), у яких електрони зазнають скорочення довжини без розширення в інших напрямках.
- моделі Макса Абрагама, в якій розміри електрона незмінні, а принцип відносності не виконується.

Всі три моделі передбачали зростання маси електрона, коли його швидкість наближатиметься до швидкості світла. Модель Бухерера — Ланжевена зазнала критики й була швидко відкинута, тому експериментатори зосередилися на виборі між теоріями Абрагама й Лоренца — Ейнштейна. Вальтер Кауфман у своїх дослідах (1901—1905) вважав, що його експерименти підтвердили модель Абрагама. Але 1908 року Бухерер провів свої досліди, і результати, навпаки, підтвердили модель Лоренца — Ейнштейна і принцип відносності. 1908 року Бухерер визнав принцип відносності Ейнштейна. Після деякої полеміки результати Бухерера стали загальновизнаними, і це зіграло значну роль у прийнятті науковою спільнотою теорії відносності.
Пізніше (1923, 1924) Бухерер у деяких публікаціях критикував загальну теорію відносності Ейнштейна. Пізніше він зняв свої заперечення, визнавши, що неправильно витлумачив принцип еквівалентності Ейнштейна.

## Праці

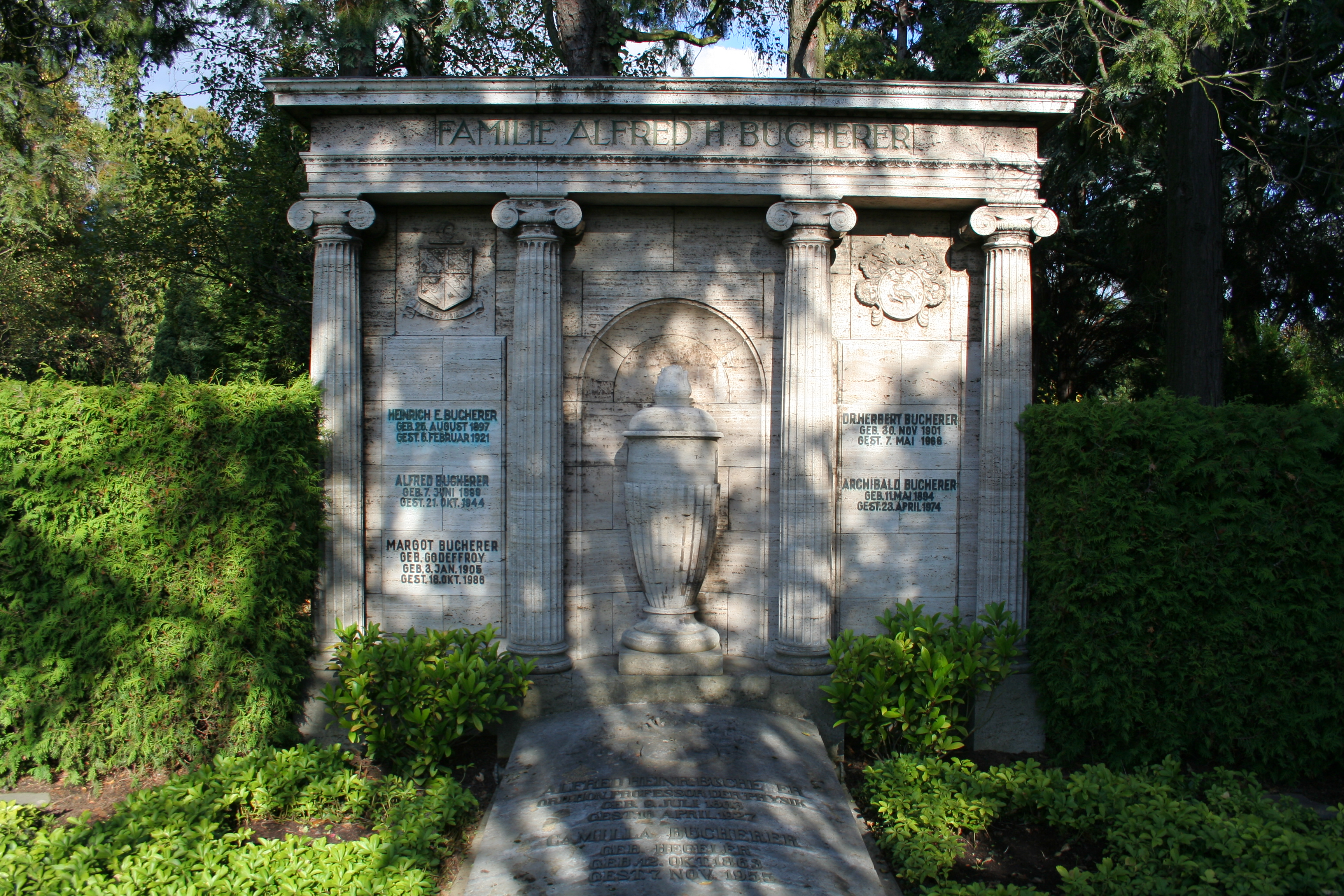
Могила Бухерера у Бонні

- Bucherer, A. H. Die Wirkung des Magnetismus auf die electromotorische Kraft // Annalen der Physik : magazin. — 1896. — Bd. 294, Nr. 7. — S. 564—578. — Bibcode:1896AnP...294..564B. — DOI:10.1002/andp.18962940710.
- Bucherer, A. H. Nachtrag zu: Die Wirkung des Magnetismus auf die electromotorische Kraft // Annalen der Physik : magazin. — 1896. — Bd. 295, Nr. 12. — S. 735—741. — Bibcode:1896AnP...295..735B. — DOI:10.1002/andp.18962951208.
- Bucherer, A. H. Berichtigung zu "Magnetismus und electromotorische Kraft" // Annalen der Physik : magazin. — 1897. — Bd. 297, Nr. 8. — S. 807. — Bibcode:1897AnP...297..807B. — DOI:10.1002/andp.18972970814.
- Bucherer, A. H. Ueber osmotischen Druck // Annalen der Physik. — 1898. — Т. 300, № 3. — С. 549—554. — Bibcode:1898AnP...300..549B. — DOI:10.1002/andp.18983000307.
- Bucherer, A. H. Zur Theorie der Thermoelektricität der Elektrolyte // Annalen der Physik. — 1900. — Т. 308, № 10. — С. 204—209. — Bibcode:1900AnP...308..204B. — DOI:10.1002/andp.19003081004.
- Bucherer, A. H. Ueber das Kraftfeld einer sich gleichförmig bewegenden Ladung // Annalen der Physik : magazin. — 1902. — Bd. 313, Nr. 6. — S. 326—335. — Bibcode:1902AnP...313..326B. — DOI:10.1002/andp.19023130606.
- Bucherer, A. H. Berichtigung // Annalen der Physik. — 1902. — Т. 314, № 9. — С. 496. — Bibcode:1902AnP...314..496B. — DOI:10.1002/andp.19023141015.
- Bucherer, A. H. Elemente der Vektor-Analysis mit Beispielen aus der theoretischen Physik. — Leipzig : Teubner, 1903.
- Bucherer, A. H. Über den Einfluß der Erdbewegung auf die Intensität des Lichtes // Annalen der Physik : magazin. — 1903b. — Bd. 316, Nr. 6. — S. 270—283. — Bibcode:1903AnP...316..270B. — DOI:10.1002/andp.19033160604.
- Bucherer, A. H. Mathematische Einführung in die Elektronentheorie. — Leipzig : Teubner, 1904.
- Bucherer, A. H. Das deformierte Elektron und die Theorie des Elektromagnetismus // Physikalische Zeitschrift : magazin. — 1905. — Bd. 6. — S. 833—834.
- Bucherer, A. H. Ein Versuch, den Elektromagnetismus auf Grund der Relativbewegung darzustellen // Physikalische Zeitschrift : magazin. — 1906. — Bd. 7. — S. 553—557.
- Bucherer, A. H. On a new Principle of Relativity in Electromagnetism // Philosophical Magazine : journal. — 1907. — Vol. 13. — P. 413—421. — DOI:10.1080/14786440709463617.
- Bucherer, A. H. The Action of Uniform Electric and Magnetic Fields on Moving Electrons // Philosophical Magazine : journal. — 1907. — Vol. 13. — P. 721. — DOI:10.1080/14786440709463650.
- Bucherer, A. H. Messungen an Becquerelstrahlen. Die experimentelle Bestätigung der Lorentz-Einsteinschen Theorie // Physikalische Zeitschrift : magazin. — 1908. — Bd. 9. — S. 755—762.
- Bucherer, A. H. On the Principle of Relativity and on the Electromagnetic Mass of the Electron. A Reply to Mr. Cunningham // Philosophical Magazine : journal. — 1908. — Vol. 15. — P. 316—318. — DOI:10.1080/14786440809463774.
- Bucherer, A. H. Die experimentelle Bestätigung des Relativitätsprinzips // Annalen der Physik : magazin. — 1909. — Bd. 333, Nr. 3. — S. 513—536. — Bibcode:1909AnP...333..513B. — DOI:10.1002/andp.19093330305.
- Bucherer, A. H. Nachtrag zu meiner Arbeit: "Bestätigung des Relativitätsprinzips" // Annalen der Physik : magazin. — 1909. — Bd. 334, Nr. 10. — S. 1063. — Bibcode:1909AnP...334.1063B. — DOI:10.1002/andp.19093341011.
- Bucherer, A. H. Antwort auf die Kritik des Hrn. E. Bestelmeyer bezüglich meiner experimentellen Bestätigung des Relativitätsprinzips // Annalen der Physik : magazin. — 1909. — Bd. 335, Nr. 15. — S. 974—986. — Bibcode:1909AnP...335..974B. — DOI:10.1002/andp.19093351506.
- Bucherer, A. H. Erwiderung auf die Bemerkungen des Hrn. A. Bestelmeyer // Annalen der Physik : magazin. — 1910. — Bd. 338, Nr. 14. — S. 853—856. — Bibcode:1910AnP...338..853B. — DOI:10.1002/andp.19103381414.
- Bucherer, A. H. Die neuesten Bestimmungen der spezifischen Ladung des Elektrons // Annalen der Physik : magazin. — 1912. — Bd. 342, Nr. 3. — S. 597—598. — Bibcode:1912AnP...342..597B. — DOI:10.1002/andp.19123420311.
- Bucherer, A. H. Gravitation und Quantentheorie // Annalen der Physik. — 1922. — Т. 373, № 9. — С. 1—10. — Bibcode:1922AnP...373....1B. — DOI:10.1002/andp.19223730902.
- Bucherer, A. H. Gravitation und Quantentheorie. II // Annalen der Physik. — 1922. — Т. 373, № 14. — С. 545—550. — Bibcode:1922AnP...373..545B. — DOI:10.1002/andp.19223731403.
- Bucherer, A. H. Die Rolle des Standorts in der Relativitätstheorie. Eine Antwort auf die Kritik des Hrn. A. Wenzl // Annalen der Physik : magazin. — 1924. — Bd. 378, Nr. 5—6. — S. 397—402. — Bibcode:1924AnP...378..397B. — DOI:10.1002/andp.19243780506.
- Bucherer, A. H. Berichtigung zur Arbeit "Die Rolle des Standorts in der Relativitätstheorie" // Annalen der Physik : magazin. — 1924. — Bd. 379, Nr. 9. — S. 104. — Bibcode:1924AnP...379..104B. — DOI:10.1002/andp.19243790906.